# Municipio de Crawford (condado de Yell)
El municipio de Crawford (en inglés: Crawford Township) es un municipio ubicado en el condado de Yell en el estado estadounidense de Arkansas. En el año 2010 tenía una población de 43 habitantes y una densidad poblacional de 0,23 personas por km².

## Geografía
El municipio de Crawford se encuentra ubicado en las coordenadas 34°50′28″N 93°22′10″O / 34.84111, -93.36944. Según la Oficina del Censo de los Estados Unidos, el municipio tiene una superficie total de 188.29 km², de la cual 188,27 km² corresponden a tierra firme y (0,01 %) 0,02 km² es agua.

## Demografía
Según el censo de 2010, había 43 personas residiendo en el municipio de Crawford. La densidad de población era de 0,23 hab./km². De los 43 habitantes, el municipio de Crawford estaba compuesto por el 88,37 % blancos, el 11,63 % eran de otras razas. Del total de la población el 11,63 % eran hispanos o latinos de cualquier raza.